# HD 75063
HD 75063 (nota anche come a Velorum) è una stella gigante bianca di magnitudine 3,89 situata nella costellazione delle Vele. Dista 1838 anni luce dal sistema solare.

## Osservazione
Si tratta di una stella situata nell'emisfero celeste australe. La sua posizione è fortemente australe e ciò comporta che la stella sia osservabile prevalentemente dall'emisfero sud, dove si presenta circumpolare anche da gran parte delle regioni temperate; dall'emisfero nord la sua visibilità è invece limitata alle regioni temperate inferiori e alla fascia tropicale. Essendo di magnitudine 3,9, la si può osservare anche dai piccoli centri urbani senza difficoltà, sebbene un cielo non eccessivamente inquinato sia maggiormente indicato per la sua individuazione.
Il periodo migliore per la sua osservazione nel cielo serale ricade nei mesi compresi fra dicembre e maggio; nell'emisfero sud è visibile anche all'inizio dell'inverno, grazie alla declinazione australe della stella, mentre nell'emisfero nord può essere osservata limitatamente durante i mesi della tarda estate boreale.

## Caratteristiche fisiche
La stella è una gigante bianca che ha ormai esaurito l'idrogeno nel suo nucleo da trasformare in elio e con una massa 8,6 volte quella del Sole è già uscita dalla sequenza principale nonostante abbia un'età stimata di appena 30 milioni di anni.
Possiede una magnitudine assoluta di -4,89 e la sua velocità radiale positiva indica che la stella si sta allontanando dal sistema solare.